# Taghaza
Taghaza (o Teghaza) es un antiguo centro minero de sal abandonado. Está ubicado sobre una cubeta de sal en la región desértica del norte de Malí. Fue una importante fuente de sal de roca para toda África Occidental hasta finales del siglo XVI cuando fue abandonada y reemplazada por Taoudenni. La sal de las minas formaba una importante parte de las rutas de comercio transahariano de larga distancia. Taghaza se ubica a 857 km al sur de Siyilmasa (en Marruecos), 787 km al noroeste de Tombuctú (en Malí) y a 731 km al noreste de Ualata (en Mauritania).

## Ruinas
En Taghaza existen ruinas de dos diferentes asentamientos, uno en cada lado del antiguo lago salado (o sabkha). Están separadas por una distancia de 3 km. El asentamiento mayor y más occidental cubre un área de aproximadamente 400 m por 200 m. Todas las casas, excepto la mezquita, se alineaban en dirección noroeste a sureste, perpendiculares al viento habitual. Las casas en el asentamiento oriental se alineaban del mismo modo y ocupaban un área de 200 m por 180 m. La razón de la existencia de un asentamiento dual no se conoce, pero podría estar conectada con el hecho de que Taghaza servía tanto como mina de sal como punto de parada de una importante ruta de comercio transahariano.